# ملكة جمال العالم 2000
ملكة جمال العالم 2000 هي النسخة الخمسين من مسابقة في تاريخ مسابقة ملكة جمال العالم منذ انطلاقتها عام 1951، عقدت المسابقة في 30 نوفمبر 2000 في ميلينيوم دوم في لندن ، المملكة المتحدة. تم تصوير قطعة ملابس المسابقة في جزر المالديف.
كانت المسابقة هي الأولى منذ وفاة مالك المسابقة إريك مورلي، الذي تولت أرملة جوليا مورلي مسؤوليتها عن الحدث. تنافست على اللقب 95 متسابقة من جميع أنحاء العالم، وهو أكبر عدد من المشاركين في مسابقة ملكة جمال العالم على الإطلاق. تم تجاوز هذا في عام 2003.
فازت المسابقة بريانكا تشوبرا من الهند، في سن 18 عامًا. وقد توجها سلفها يوكاتا موكي من الهند أيضًا. هي خامس ملكة جمال العالم والثاني على التوالي من بلدها. على الصعيد الدولي، حكمت شوبرا إلى جانب لارا دوتا صاحبة اللقب ملكة جمال الكون 2000 وحامل لقب ملكة جمال آسيا والمحيط الهادئ 2000 ديا ميرزا ، وكلاهما من الهند أيضًا.

## النتائج

### المراكز النهائية
| النتائج النهائية      | المتنافسة |
| --------------------- | --- |
| ملكة جمال العالم 2000 | - الهند - بريانكا شوبرا |
| الوصيفة الأولى        | - إيطاليا - جيورجيا بالماس |
| الوصيفة الثانية       | - تركيا - يوكسيل آك |
| أفضل 5                | - كازاخستان - مارغريتا كرافتسوفا - أوروغواي - كاتيا تومسن غرين                                                                              |
| أفضل 10               | - تشيلي - إيزابيل بوليتزا - كولومبيا - أندريا دوران - كينيا - يولاندي ماسيندي - أوكرانيا - أولينا شيربان - الولايات المتحدة - انجيليك بروكس |

### ملكات القارات للجمال
| المجموعة القارية | المتنافسة                         |
| ---------------- | --------------------------------- |
| أفريقيا          | - كينيا - يولاندي ماسيندي         |
| الأمريكتين       | - أوروغواي - كاتيا تومسن غرين     |
| آسيا             | - الهند - بريانكا شوبرا           |
| الكاريبي         | - كوراساو - جوزين ماريانيلا ستريت |
| أوروبا           | - إيطاليا - جيورجيا بالماس        |

### ترتيب الإعلانات
| 1. إيطاليا 2. تشيلي 3. كولومبيا 4. الولايات المتحدة 5. أوروغواي 6. كازاخستان 7. تركيا 8. أوكرانيا 9. الهند 10. كينيا | 1. كازاخستان 2. إيطاليا 3. أوروغواي 4. الهند 5. تركيا |  |

## المتسابقات
شارك ما مجموعه 95 متسابقة في ملكة جمال العالم 2000.
- أنغولا - ديوليندا فيليلا
- الأرجنتين - دانييلا ستوكان
- أروبا - مونيك فان دير هورن
- أستراليا - رينيه هندرسون
- النمسا - باتريشيا كايزر
- باهاماس - لاتيا بووي
- بنغلاديش - سونيا غازي
- باربادوس - ليلاني ماكوني
- بيلاروسيا - سفياتلانا كروك
- بلجيكا - جوك فان دي فيلدي
- بوليفيا - خيمينا ريكو تورو
- البوسنة والهرسك - ياسمينا محمودوفيتش
- بوتسوانا - بونا كيليبيتسوي سيراتي
- البرازيل - فرانسين إيكمبرغ
- جزر العذراء البريطانية - نادية أوبيناس
- بلغاريا - إيفانكا بيتشيفا
- كندا - كريستين تشو
- جزر كايمان - جاكلين بوش
- تشيلي - إيزابيل بوليتزا
- تايبيه الصينية - شو تينغ هاو
- كولومبيا - أندريا دوران
- كوستاريكا - كريستينا دي ميزرفيل
- كرواتيا - أندريجا زوبور
- كوراساو - جوزين وول
- قبرص - إيفيجينيا بابايوانو
- جمهورية التشيك - ميكايلا سالوفا
- الدنمارك - آن كاترين فرانج
- جمهورية الدومينيكان - جيلدا جوفين
- الاكوادور - آنا دولوريس موريللو
- انجلترا - ميشيل ووكر
- إستونيا - إيرينا أوفتشينيكوفا
- فنلندا - ساليما بيبو
- فرنسا - كارين ماير
- ألمانيا - ناتاشا بيرغ
- غانا - مامي إيوارفة هوكسون
- جبل طارق - تيسا ساكرامنتو
- اليونان - أثناسيا تسولاكي
- غواتيمالا - سيندي راميريز
- هولندا - رجاء موسوي
- هندوراس - فيرونيكا ريفيرا
- هونغ كونغ - مارغريت كان
- المجر - جوديت كوتشتا
- أيسلندا - إلفا دوج ميلستيد
- الهند - بريانكا شوبرا
- أيرلندا - إيفون إيلارد
- إسرائيل - دانا دانتس
- إيطاليا - جيورجيا بالماس
- جامايكا - عائشة ريتشاردز
- اليابان - ماريكو سوجاي
- كازاخستان - مارجريتا كرافتسوفا
- كينيا - يولاندا ماسيندي
- كوريا - جونغ سون شين
- لبنان - ساندرا رزق
- ليتوانيا - مارتينا بيمبايت
- مدغشقر - جوليانا توديمارينا
- ماليزيا - تان صن وي
- مالطا - كاتيا غريما
- المكسيك - بولينا فلوريس أرياس
- مولدوفا - ماريانا مورارو
- ناميبيا - ميا دي كليرك
- نيبال - أوشا كادجي
- نيوزيلندا - كاثرين ألسوب سميث
- نيجيريا - ماتيلدا كيري
- إيرلندا الشمالية - جولي لي آن مارتن
- النرويج - ستاين بيدرسن
- بنما - آنا راكيل أوشي
- باراغواي - باتريشيا فيلانويفا
- بيرو - تاتيانا أنجولو
- الفلبين - كاثرين أنوين دي جوزمان
- بولندا - جوستينا بيرغمان
- البرتغال - جيلدا دياس بي-كورتو
- بورتوريكو - ساريبل فيليلا
- رومانيا - ألكساندرا كوزمويو
- روسيا - آنا بوداريفا
- اسكتلندا - ميشيل واتسون
- سنغافورة - شارلين دينغ تسونغ إي
- سلوفاكيا - جانكا هوريكنا
- سلوفينيا - ماسا ميرس
- جنوب أفريقيا - هيذر جوي هاميلتون
- إسبانيا - فيرونيكا غارسيا
- سريلانكا - جانجا جوناسيكيرا
- السويد - إيدا صوفيا مانيه
- سويسرا - مهارا مكاي
- تاهيتي - فانيني بيا
- تنزانيا - جاكلين نتويابليكوي
- ترينيداد وتوباغو - روندا روزمين
- تركيا - يوكسيل أك
- أوكرانيا - أولينا شيربان
- الولايات المتحدة - انجيليك بريوكس
- أوروغواي - كاتيا تومسن
- جزر العذراء الأمريكية - لوسيا هيدرينجتون
- فنزويلا - فانيسا كارديناس
- ويلز - صوفي كيت كاهيل
- يوغوسلافيا - إيفا ميليفويفيتش
- زمبابوي - فيكتوريا مويو

## الروابط الخارجية
- موقع ملكة جمال العالم الرسمي